# De Fructibus et Seminibus Plantarum
De Fructibus et Seminibus Plantarum, també conegut de forma abreujada com Fruct. Sem. Pl., és un tractat de botànica en tres volums, escrit per Joseph Gaertner. El primer volum va ser editat al desembre de 1788. El segon volum va ser publicat en quatre parts el 1790, 1791, 1791 i 1792 respectivament. Un tercer volum va ser publicat després de la seva mort pel seu fill Carl Friedrich von Gaertner des del 1805 al 1807; aquest últim volum és també conegut com a Supplementum Carpologicae, abreujat com Suppl. Carp..
De Fructibus es va basar en les mostres de més d'un miler de gèneres, entre ells espècimens d'Austràlia i del Pacífic de la col·lecció de Sir Joseph Banks, i espècimens de Sud-àfrica de la col·lecció de Carl Peter Thunberg. Es tractava fonamentalment d'un estudi de fruits i llavors, però la classificació resultant va ser excepcional per a la seva època.